# 蘇姆卡河 (普肖爾河支流)
蘇姆卡河（烏克蘭語：Сумка），是烏克蘭的河流，位於該國東北部，流經蘇梅州，屬於普肖爾河的支流，流經蘇梅，河道全長29公里，流域面積389平方公里。